# Коммунистическая партия Непала (Четвёртого съезда)
Коммунистическая партия Непала (Четвёртого съезда) (непальск. नेपाल कम्युनिष्ट पार्टी (चौथो महाधिवेशन), Nepala Kamyunishta Parti (Chautho Mahadhiveshan)) — коммунистическая партия в Непале, существовавшая в 1974—1990 годах. Была крупнейшей коммунистической группой в Непале во второй половине 1970-х годов, но постепенно потеряла влияние из-за внутренних разногласий. Партия активно участвовала в борьбе за демократию в 1990 году, а её лидер принимал участие в написании Конституции Непала. Затем она слилась с рядом других коммунистических сил, чтобы сформировать Коммунистическую партию Непала (Центр единства), из которой впоследствии образовалась Коммунистическая партия Непала (маоистская).

## История

### Создание
15 сентября 1974 года леворадикальное крыло Коммунистической партии Непала провело под руководством Мохана Бикрама Сингха и Нирмал Лама «Четвертый съезд КПН» в Шрикришна Дарамсала, Варанаси, Индия. Другие фракции КПН не признали этот съезд; в итоге КПН (Четвёртого съезда) стала отдельной партией.
До этого съезда, и Лама, и Сингх принадлежали к «Центральному ядру», в которое входили левые элементы Коммунистической партии, руководившейся Тулси Лал Аматьей. «Центральное ядро», изначально включавшее Манмохана Адхикари, пыталось реорганизовать партию и воссоединиться с группой под началом Пушпа Лала. Однако, такое слияние никогда так и не произошло, отчасти из-за колебаний Пушпа Лала, отчасти же из-за его желания сотрудничать с Непальским Конгрессом против королевского режима (что было неприемлемо для потенциальных партнёров). Образовавшаяся Коммунистическая партия Непала («Четвёртого съезда») быстро распространяла свое влияние и на некоторое время даже стала самой многочисленной в стране. Однако полицейский режим и незаинтересованность КНР в ухудшении отношений с правительством соседнего Непала не способствовали росту численности и влияния КПН (ЧС).

### Развитие и расколы
К тому же, и крупнейшая коммунистическая партия Непала ни была монолитной. Внутрипартийная дискуссия, развернувшаяся с 1976 года после заявления партийного комитета района Данг, содержавшего критику руководства, и усиление фракционерства в КПГ (ЧС) вызвали отставку Мохана Бикрама за «плохое поведение» (член партийного руководства Риши Девкота Азад, который позже станет жертвой политических преследований и будет застрелен полицией, покидая ряды ЦК в 1980 году, говорил о «реформистских деформациях» лидеров, их амбивалентном «игнорировании советского социал-империализма» и стремлении превратить партийные кадры в своих «слепых последователей»). Правда, спустя два года он был восстановлен в рядах партии, но вскоре снова исключён. Наряду с Мохан Бикрамом был исключен и его противник, к тому же преемник на посту генерального секретаря, Нирмал Лама.
КПН (ЧС), превратившаяся в массовую организацию радикальной нелегальной оппозиции панчаятской монархической системе, стала главной мишенью репрессий власти, многие ее активистов погибло или было арестовано (ситуацию усугубляли еще и внутренние столкновения между двумя фракциями в партии — одно из таких столкновений даже унесло жизнь человека). В 1979 году она оказалась неспособна принять активное участие в студенческих протестах.
В 1983 году партия пережила серьезный раскол: сторонники Мохана Бикрама Сингха образовали Коммунистическую партию Непала (Масал); среди них были и будущие маоистские лидеры Пушпа Камал Дахал (Прачанда) и Бабурам Бхаттараи. Оставшиеся, возглавляемые Нирмал Лама, продолжали работать под названием КПН (4-го съезда). Обе группы в конечном итоге вошли в Коммунистическую партию Непала (Центр единства — Масал).